# والتر لوخت
والتر لوخت (۲۶ فوریه ۱۸۸۲ – ۱۸ مارس ۱۹۴۹) یکی از ژنرال‌های ورماخت (نیروهای مسلح آلمان نازی) در طول جنگ جهانی دوم بود که فرماندهی در سطوح لشکر، سپاه و ارتش را بر عهده داشت. او به دلیل خدمات خود در ورماخت صلیب شوالیه صلیب آهنین با برگ‌های بلوط آلمان نازی را دریافت نمود.

## جوایز و نشان‌ها
- صلیب آهنین (۱۹۱۴) درجه ۲ (۱۴ اکتبر ۱۹۱۴) و درجه ۱ (۱۹ اکتبر ۱۹۱۵)[۱]
- گیره به صلیب آهنین (۱۹۳۹) درجه ۲ (۱۷ مه ۱۹۴۰) و کلاس اول (۲۳ ژوئن ۱۹۴۰)[۱]
- صلیب آلمانی طلایی در ۱۲ مارس ۱۹۴۲ به عنوان سرلشکر و فرمانده لشکر ۸۷ پیاده‌نظام[۲]
- صلیب شوالیه صلیب آهنین با برگ‌های بلوط
- صلیب شوالیه در ۳۰ ژانویه ۱۹۴۳ به عنوان سرلشکر و فرمانده لشکر ۳۳۶ پیاده‌نظام[۳]
- برگ‌های بلوط در ۹ ژانویه ۱۹۴۵ به عنوان سپهبد و فرمانده سپاه LXVI (شصت و ششم) ارتش آلمان نازی.[۴]

### کتابشناسی - فهرست کتب
- Fellgiebel, Walther-Peer (2000) [1986]. Die Träger des Ritterkreuzes des Eisernen Kreuzes 1939–1945 — Die Inhaber der höchsten Auszeichnung des Zweiten Weltkrieges aller Wehrmachtteile [The Bearers of the Knight's Cross of the Iron Cross 1939–1945 — The Owners of the Highest Award of the Second World War of all Wehrmacht Branches] (به آلمانی). Friedberg, Germany: Podzun-Pallas. ISBN 978-3-7909-0284-6.
- Patzwall, Klaus D.; Scherzer, Veit (2001). Das Deutsche Kreuz 1941 – 1945 Geschichte und Inhaber Band II [The German Cross 1941 – 1945 History and Recipients Volume 2] (به آلمانی). Norderstedt, Germany: Verlag Klaus D. Patzwall. ISBN 978-3-931533-45-8.
- Thomas, Franz (1998). Die Eichenlaubträger 1939–1945 Band 2: L–Z [The Oak Leaves Bearers 1939–1945 Volume 2: L–Z] (به آلمانی). Osnabrück, Germany: Biblio-Verlag. ISBN 978-3-7648-2300-9.